# Ruth Wiberg
Ruth Johanna Wiberg, född Wågström 12 december 1899 i Själevads socken, Västernorrlands län, död 8 november 1947 i Örnsköldsvik, var en svensk målare och småskollärare.
Ruth Wiberg var dotter till sjökapten Lars Teodor Wågström och Magdalena Kristina Häggblad samt från 1935 gift med konstnären Gunnar Wiberg. Hon var vid sidan av sitt arbete som småskollärare verksam som konstnär. Hon var huvudsakligen autodidakt. Hon medverkade bland annat 1945 i en grupputställning på De ungas salong i Stockholm. En minnesutställning med hennes konst presenterades 1952 av Ångermanlands konstförbund i Sollefteå och Örnsköldsvik. Hennes konst består av människor och landskapsskildringar utförda i olja.